# Микаел Айрапетян (общественный деятель)

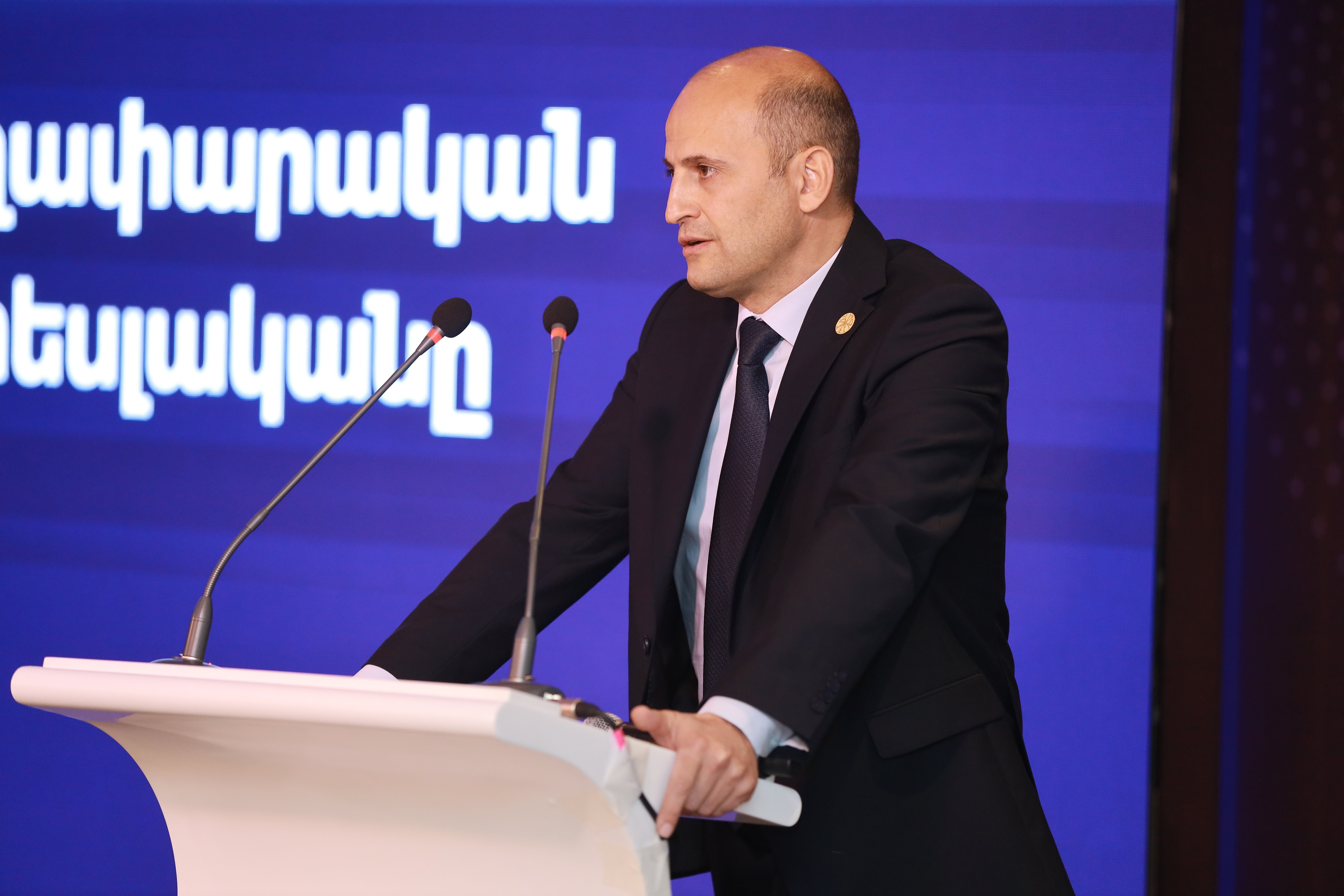
Микаэл Айрапетян, президент Федерации самбо Республики Армения

Микаэл Айрапетян (16 октября 1976, Ереван, Армянская ССР, СССР) экономист, бизнесмен (20 лет опыта предпринимательства и развития бизнеса в Армении и за рубежом), президент Федерации Самбо Армении, представитель Enterprise Armenia, основатель ряда предприятий в Армении, США, Грузии, Украине.

## Образование
В 1993 г. поступил в Ереванский Государственный Университет. В 1998 г. окончил его, получив степень магистра.
В 2006 г. изучал лицензионные классы страхования имущества и страхования от несчастных случаев в Университете Пеппердайн.
С 2009 по 2013 гг. учился и окончил ХФКСПИ в качестве тренера международного класса

## Трудовая деятельность
1997—2000 гг. работал в Страховой Брокерской Компании «NEW AGE GROUP» в качестве исполнительного директора и выполнял следующие задачи:
- Отвечал за управление персоналом (5 постоянных сотрудников и 8 страховых агентов)
- Занимался оценкой рисков
- Являлся специалистом по рассмотрению жалоб
- Подготавливал отчеты для страховой инспекции Республики Армения
- Контролировал деятельность страховых инспекций

В 2001—2004 гг. работал в качестве менеджера по маркетингу в «Kaprielian Enterprises , Inc.»
Руководил рядом проектов, связанных с исследованием рынка, бизнес-планированием и разработкой стратегии.
С 2004 года по настоящее время является генеральным директором «Salut Transportation and Sales», Лос-Анджелес, США.
- Услуги наземной транспортировки грузов в США
- Розничная/оптовая продажа автомобилей
- Подготовка и обучение торговых агентов
- Продажа автомобилей с их последующей международной транспортировкой

В 2009 год стал соучредителем American Global Group LLC, Лос-Анджелес, Калифорния.
С 2011 г. по настоящее время, основатель и директор Global USA Inc, Лос-Анджелес, Калифорния, США.
Global USA считается одним из самых надежных и доступных поставщиков логистических и складских услуг в стране. Global USA является посреднической логистической компанией, которая предоставляет различные логистические услуги, включая экспедирование грузов, складирование, логистику и другие вспомогательные услуги.
В качестве директора и основателя Микаэль курирует стратегические, операционные и финансовые вопросы компании.
С 2014 г. по настоящее время является Государственным нотариусом в Лос-Анджелесе, Калифорния, США.
С 2017 г. по настоящее время также возглавляет Федерацию самбо Армении.
С 2017 по 2019 гг. является официальным представителем Business Armenia в Лос-Анджелесе, Калифорния, США.

## Семейное положение
Женат, отец троих детей.

## Знание языков
Владеет армянским, английским, и русским языками.

## Дополнительная информация
Является разработчиком ряда стартап-проектов в Армении, таких как:
- http: //shopinarmenia.am/
- http: //iarmenia.am/
- https: //ipost.am/
- http: //irent.am/
- http: //amn.am/